# Радзивилович, Рафаэль
Рафаэ́ль Радзиви́лович (род. 20 декабря 1860, Санкт-Петербург, Российская империя — 28 октября 1929, Вильно) — известный польский психиатр и общественный деятель, один из инициаторов создания Польской психиатрической ассоциации и один из организаторов открытия Творковской психиатрической лечебницы. Один из польских масонов.

## Биография
В 5 лет потерял отца, после чего переехал с матерью в Варшаву. В 1886 году окончил медицинское отделение Дерптского университета. Доктор медицины (1887).
Женат на Марии Верихо (1856—1944), детей не было. Сводная сестра Октавия была замужем за известным польским писателем Стефаном Жеромским.
С 1925 года был профессором виленского Университета Стефана Батория. Он умер от сердечного приступа по дороге на заседание польской психиатрической ассоциации. Похоронен на кладбище Расу.